# Seznam obcí v departementu Charente

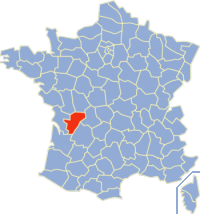
Charente

Toto je seznam obcí v departementu Charente ve Francii:
| INSEE | PSČ   | Obec                        |
| ----- | ----- | --------------------------- |
| 16001 | 16500 | Abzac                       |
| 16002 | 16700 | Les Adjots                  |
| 16003 | 16110 | Agris                       |
| 16004 | 16190 | Aignes-et-Puypéroux         |
| 16005 | 16140 | Aigre                       |
| 16007 | 16490 | Alloue                      |
| 16008 | 16140 | Ambérac                     |
| 16009 | 16490 | Ambernac                    |
| 16010 | 16300 | Ambleville                  |
| 16011 | 16560 | Anais                       |
| 16012 | 16130 | Angeac-Champagne            |
| 16013 | 16120 | Angeac-Charente             |
| 16014 | 16300 | Angeduc                     |
| 16015 | 16000 | Angoulême                   |
| 16016 | 16500 | Ansac-sur-Vienne            |
| 16017 | 16170 | Anville                     |
| 16018 | 16130 | Ars                         |
| 16019 | 16290 | Asnières-sur-Nouère         |
| 16020 | 16390 | Aubeterre-sur-Dronne        |
| 16021 | 16250 | Aubeville                   |
| 16339 | 16170 | Auge-Saint-Médard           |
| 16023 | 16460 | Aunac                       |
| 16024 | 16560 | Aussac-Vadalle              |
| 16025 | 16360 | Baignes-Sainte-Radegonde    |
| 16026 | 16430 | Balzac                      |
| 16027 | 16140 | Barbezières                 |
| 16028 | 16300 | Barbezieux-Saint-Hilaire    |
| 16029 | 16210 | Bardenac                    |
| 16030 | 16300 | Barret                      |
| 16031 | 16700 | Barro                       |
| 16032 | 16120 | Bassac                      |
| 16033 | 16460 | Bayers                      |
| 16034 | 16210 | Bazac                       |
| 16035 | 16450 | Beaulieu-sur-Sonnette       |
| 16036 | 16250 | Bécheresse                  |
| 16037 | 16210 | Bellon                      |
| 16038 | 16350 | Benest                      |
| 16039 | 16700 | Bernac                      |
| 16040 | 16480 | Berneuil                    |
| 16041 | 16250 | Bessac                      |
| 16042 | 16140 | Bessé                       |
| 16043 | 16170 | Bignac                      |
| 16044 | 16700 | Bioussac                    |
| 16045 | 16120 | Birac                       |
| 16046 | 16250 | Blanzac-Porcheresse         |
| 16047 | 16320 | Blanzaguet-Saint-Cybard     |
| 16048 | 16480 | Boisbreteau                 |
| 16049 | 16390 | Bonnes                      |
| 16050 | 16120 | Bonneuil                    |
| 16051 | 16170 | Bonneville                  |
| 16053 | 16360 | Bors-de-Baignes             |
| 16052 | 16190 | Bors-de-Montmoreau          |
| 16054 | 16350 | Le Bouchage                 |
| 16055 | 16410 | Bouëx                       |
| 16056 | 16200 | Bourg-Charente              |
| 16057 | 16120 | Bouteville                  |
| 16058 | 16100 | Boutiers-Saint-Trojan       |
| 16059 | 16240 | Brettes                     |
| 16060 | 16370 | Bréville                    |
| 16061 | 16590 | Brie                        |
| 16062 | 16300 | Brie-sous-Barbezieux        |
| 16063 | 16210 | Brie-sous-Chalais           |
| 16064 | 16420 | Brigueuil                   |
| 16065 | 16500 | Brillac                     |
| 16066 | 16480 | Brossac                     |
| 16067 | 16110 | Bunzac                      |
| 16068 | 16260 | Cellefrouin                 |
| 16069 | 16230 | Cellettes                   |
| 16070 | 16150 | Chabanais                   |
| 16071 | 16150 | Chabrac                     |
| 16072 | 16250 | Chadurie                    |
| 16073 | 16210 | Chalais                     |
| 16074 | 16300 | Challignac                  |
| 16076 | 16350 | Champagne-Mouton            |
| 16075 | 16250 | Champagne-Vigny             |
| 16077 | 16290 | Champmillon                 |
| 16078 | 16430 | Champniers                  |
| 16079 | 16360 | Chantillac                  |
| 16081 | 16140 | La Chapelle                 |
| 16082 | 16320 | Charmant                    |
| 16083 | 16140 | Charmé                      |
| 16084 | 16380 | Charras                     |
| 16085 | 16260 | Chasseneuil-sur-Bonnieure   |
| 16086 | 16150 | Chassenon                   |
| 16087 | 16350 | Chassiecq                   |
| 16088 | 16200 | Chassors                    |
| 16089 | 16100 | Châteaubernard              |
| 16090 | 16120 | Châteauneuf-sur-Charente    |
| 16091 | 16480 | Châtignac                   |
| 16092 | 16320 | Chavenat                    |
| 16093 | 16380 | Chazelles                   |
| 16094 | 16460 | Chenommet                   |
| 16095 | 16460 | Chenon                      |
| 16096 | 16310 | Cherves-Châtelars           |
| 16097 | 16370 | Cherves-Richemont           |
| 16098 | 16240 | La Chèvrerie                |
| 16099 | 16480 | Chillac                     |
| 16100 | 16150 | Chirac                      |
| 16101 | 16440 | Claix                       |
| 16102 | 16100 | Cognac                      |
| 16103 | 16320 | Combiers                    |
| 16104 | 16700 | Condac                      |
| 16105 | 16360 | Condéon                     |
| 16106 | 16500 | Confolens                   |
| 16107 | 16560 | Coulgens                    |
| 16108 | 16330 | Coulonges                   |
| 16109 | 16200 | Courbillac                  |
| 16110 | 16240 | Courcôme                    |
| 16111 | 16190 | Courgeac                    |
| 16112 | 16210 | Courlac                     |
| 16113 | 16400 | La Couronne                 |
| 16114 | 16460 | Couture                     |
| 16115 | 16250 | Cressac-Saint-Genis         |
| 16116 | 16300 | Criteuil-la-Magdeleine      |
| 16117 | 16210 | Curac                       |
| 16118 | 16190 | Deviat                      |
| 16119 | 16410 | Dignac                      |
| 16120 | 16410 | Dirac                       |
| 16121 | 16290 | Douzat                      |
| 16122 | 16140 | Ébréon                      |
| 16123 | 16170 | Échallat                    |
| 16124 | 16220 | Écuras                      |
| 16125 | 16320 | Édon                        |
| 16127 | 16240 | Empuré                      |
| 16128 | 16490 | Épenède                     |
| 16129 | 16120 | Éraville                    |
| 16130 | 16210 | Les Essards                 |
| 16131 | 16500 | Esse                        |
| 16132 | 16150 | Étagnac                     |
| 16133 | 16250 | Étriac                      |
| 16134 | 16150 | Exideuil                    |
| 16135 | 16220 | Eymouthiers                 |
| 16136 | 16700 | La Faye                     |
| 16137 | 16380 | Feuillade                   |
| 16138 | 16730 | Fléac                       |
| 16139 | 16200 | Fleurac                     |
| 16140 | 16230 | Fontclaireau                |
| 16141 | 16230 | Fontenille                  |
| 16142 | 16240 | La Forêt-de-Tessé           |
| 16143 | 16410 | Fouquebrune                 |
| 16144 | 16140 | Fouqueure                   |
| 16145 | 16200 | Foussignac                  |
| 16146 | 16410 | Garat                       |
| 16147 | 16320 | Gardes-le-Pontaroux         |
| 16148 | 16170 | Genac                       |
| 16149 | 16270 | Genouillac                  |
| 16150 | 16130 | Gensac-la-Pallue            |
| 16151 | 16130 | Genté                       |
| 16152 | 16130 | Gimeux                      |
| 16153 | 16200 | Gondeville                  |
| 16154 | 16160 | Gond-Pontouvre              |
| 16155 | 16140 | Les Gours                   |
| 16156 | 16170 | Gourville                   |
| 16157 | 16450 | Le Grand-Madieu             |
| 16158 | 16380 | Grassac                     |
| 16297 | 16120 | Graves-Saint-Amant          |
| 16160 | 16300 | Guimps                      |
| 16161 | 16480 | Guizengeard                 |
| 16162 | 16320 | Gurat                       |
| 16163 | 16290 | Hiersac                     |
| 16164 | 16490 | Hiesse                      |
| 16165 | 16200 | Houlette                    |
| 16166 | 16340 | L'Isle-d'Espagnac           |
| 16167 | 16200 | Jarnac                      |
| 16168 | 16560 | Jauldes                     |
| 16169 | 16100 | Javrezac                    |
| 16170 | 16190 | Juignac                     |
| 16171 | 16130 | Juillac-le-Coq              |
| 16172 | 16320 | Juillaguet                  |
| 16173 | 16230 | Juillé                      |
| 16174 | 16200 | Julienne                    |
| 16175 | 16250 | Jurignac                    |
| 16176 | 16300 | Lachaise                    |
| 16177 | 16120 | Ladiville                   |
| 16178 | 16300 | Lagarde-sur-le-Né           |
| 16179 | 16300 | Lamérac                     |
| 16180 | 16390 | Laprade                     |
| 16183 | 16310 | Lésignac-Durand             |
| 16181 | 16500 | Lessac                      |
| 16182 | 16420 | Lesterps                    |
| 16184 | 16460 | Lichères                    |
| 16185 | 16140 | Ligné                       |
| 16186 | 16130 | Lignières-Sonneville        |
| 16187 | 16730 | Linars                      |
| 16188 | 16310 | Le Lindois                  |
| 16189 | 16700 | Londigny                    |
| 16190 | 16240 | Longré                      |
| 16191 | 16230 | Lonnes                      |
| 16193 | 16100 | Louzac-Saint-André          |
| 16194 | 16140 | Lupsault                    |
| 16195 | 16450 | Lussac                      |
| 16196 | 16230 | Luxé                        |
| 16197 | 16240 | La Magdeleine               |
| 16198 | 16320 | Magnac-Lavalette-Villars    |
| 16199 | 16600 | Magnac-sur-Touvre           |
| 16200 | 16230 | Maine-de-Boixe              |
| 16201 | 16250 | Mainfonds                   |
| 16202 | 16200 | Mainxe                      |
| 16203 | 16380 | Mainzac                     |
| 16204 | 16120 | Malaville                   |
| 16205 | 16500 | Manot                       |
| 16206 | 16230 | Mansle                      |
| 16207 | 16140 | Marcillac-Lanville          |
| 16208 | 16170 | Mareuil                     |
| 16209 | 16110 | Marillac-le-Franc           |
| 16210 | 16570 | Marsac                      |
| 16211 | 16380 | Marthon                     |
| 16212 | 16310 | Massignac                   |
| 16213 | 16310 | Mazerolles                  |
| 16214 | 16270 | Mazières                    |
| 16215 | 16210 | Médillac                    |
| 16216 | 16200 | Mérignac                    |
| 16217 | 16100 | Merpins                     |
| 16218 | 16370 | Mesnac                      |
| 16220 | 16200 | Les Métairies               |
| 16221 | 16140 | Mons                        |
| 16222 | 16620 | Montboyer                   |
| 16223 | 16220 | Montbron                    |
| 16224 | 16300 | Montchaude                  |
| 16225 | 16310 | Montembœuf                  |
| 16226 | 16330 | Montignac-Charente          |
| 16227 | 16390 | Montignac-le-Coq            |
| 16228 | 16170 | Montigné                    |
| 16229 | 16240 | Montjean                    |
| 16230 | 16190 | Montmoreau-Saint-Cybard     |
| 16231 | 16420 | Montrollet                  |
| 16232 | 16600 | Mornac                      |
| 16233 | 16120 | Mosnac                      |
| 16234 | 16290 | Moulidars                   |
| 16236 | 16440 | Mouthiers-sur-Boëme         |
| 16237 | 16460 | Mouton                      |
| 16238 | 16460 | Moutonneau                  |
| 16239 | 16310 | Mouzon                      |
| 16240 | 16390 | Nabinaud                    |
| 16241 | 16230 | Nanclars                    |
| 16242 | 16700 | Nanteuil-en-Vallée          |
| 16243 | 16200 | Nercillac                   |
| 16244 | 16440 | Nersac                      |
| 16245 | 16270 | Nieuil                      |
| 16246 | 16190 | Nonac                       |
| 16247 | 16120 | Nonaville                   |
| 16248 | 16140 | Oradour                     |
| 16249 | 16500 | Oradour-Fanais              |
| 16250 | 16220 | Orgedeuil                   |
| 16251 | 16480 | Oriolles                    |
| 16252 | 16210 | Orival                      |
| 16253 | 16240 | Paizay-Naudouin-Embourie    |
| 16254 | 16390 | Palluaud                    |
| 16255 | 16450 | Parzac                      |
| 16256 | 16480 | Passirac                    |
| 16257 | 16250 | Péreuil                     |
| 16258 | 16250 | Pérignac                    |
| 16259 | 16270 | La Péruse                   |
| 16260 | 16390 | Pillac                      |
| 16261 | 16260 | Les Pins                    |
| 16262 | 16170 | Plaizac                     |
| 16263 | 16250 | Plassac-Rouffiac            |
| 16264 | 16490 | Pleuville                   |
| 16267 | 16190 | Poullignac                  |
| 16268 | 16700 | Poursac                     |
| 16269 | 16110 | Pranzac                     |
| 16270 | 16150 | Pressignac                  |
| 16271 | 16400 | Puymoyen                    |
| 16272 | 16230 | Puyréaux                    |
| 16273 | 16240 | Raix                        |
| 16274 | 16110 | Rancogne                    |
| 16275 | 16140 | Ranville-Breuillaud         |
| 16276 | 16360 | Reignac                     |
| 16277 | 16200 | Réparsac                    |
| 16279 | 16210 | Rioux-Martin                |
| 16280 | 16110 | Rivières                    |
| 16281 | 16110 | La Rochefoucauld            |
| 16282 | 16110 | La Rochette                 |
| 16283 | 16320 | Ronsenac                    |
| 16284 | 16210 | Rouffiac                    |
| 16285 | 16320 | Rougnac                     |
| 16286 | 16170 | Rouillac                    |
| 16287 | 16440 | Roullet-Saint-Estèphe       |
| 16192 | 16270 | Roumazières-Loubert         |
| 16289 | 16310 | Roussines                   |
| 16290 | 16220 | Rouzède                     |
| 16291 | 16600 | Ruelle-sur-Touvre           |
| 16292 | 16700 | Ruffec                      |
| 16293 | 16310 | Saint-Adjutory              |
| 16294 | 16190 | Saint-Amant-de-Montmoreau   |
| 16295 | 16330 | Saint-Amant-de-Boixe        |
| 16296 | 16230 | Saint-Amant-de-Bonnieure    |
| 16298 | 16170 | Saint-Amant-de-Nouère       |
| 16300 | 16230 | Saint-Angeau                |
| 16301 | 16300 | Saint-Aulais-la-Chapelle    |
| 16302 | 16210 | Saint-Avit                  |
| 16303 | 16300 | Saint-Bonnet                |
| 16304 | 16100 | Saint-Brice                 |
| 16306 | 16420 | Saint-Christophe            |
| 16307 | 16230 | Saint-Ciers-sur-Bonnieure   |
| 16308 | 16450 | Saint-Claud                 |
| 16310 | 16350 | Saint-Coutant               |
| 16312 | 16170 | Saint-Cybardeaux            |
| 16309 | 16230 | Sainte-Colombe              |
| 16349 | 16200 | Sainte-Sévère               |
| 16354 | 16480 | Sainte-Souline              |
| 16314 | 16190 | Saint-Eutrope               |
| 16315 | 16480 | Saint-Félix                 |
| 16316 | 16130 | Saint-Fort-sur-le-Né        |
| 16317 | 16140 | Saint-Fraigne               |
| 16318 | 16460 | Saint-Front                 |
| 16320 | 16570 | Saint-Genis-d'Hiersac       |
| 16321 | 16700 | Saint-Georges               |
| 16322 | 16500 | Saint-Germain-de-Confolens  |
| 16323 | 16380 | Saint-Germain-de-Montbron   |
| 16325 | 16700 | Saint-Gourson               |
| 16326 | 16230 | Saint-Groux                 |
| 16328 | 16190 | Saint-Laurent-de-Belzagot   |
| 16329 | 16450 | Saint-Laurent-de-Céris      |
| 16330 | 16100 | Saint-Laurent-de-Cognac     |
| 16331 | 16480 | Saint-Laurent-des-Combes    |
| 16332 | 16250 | Saint-Léger                 |
| 16334 | 16190 | Saint-Martial               |
| 16335 | 16700 | Saint-Martin-du-Clocher     |
| 16336 | 16260 | Saint-Mary                  |
| 16337 | 16500 | Saint-Maurice-des-Lions     |
| 16338 | 16300 | Saint-Médard                |
| 16340 | 16720 | Saint-Même-les-Carrières    |
| 16341 | 16470 | Saint-Michel                |
| 16342 | 16300 | Saint-Palais-du-Né          |
| 16343 | 16130 | Saint-Preuil                |
| 16344 | 16110 | Saint-Projet-Saint-Constant |
| 16346 | 16210 | Saint-Quentin-de-Chalais    |
| 16345 | 16150 | Saint-Quentin-sur-Charente  |
| 16347 | 16210 | Saint-Romain                |
| 16348 | 16290 | Saint-Saturnin              |
| 16350 | 16390 | Saint-Séverin               |
| 16351 | 16120 | Saint-Simeux                |
| 16352 | 16120 | Saint-Simon                 |
| 16353 | 16220 | Saint-Sornin                |
| 16355 | 16370 | Saint-Sulpice-de-Cognac     |
| 16356 | 16460 | Saint-Sulpice-de-Ruffec     |
| 16357 | 16480 | Saint-Vallier               |
| 16358 | 16710 | Saint-Yrieix-sur-Charente   |
| 16359 | 16130 | Salles-d'Angles             |
| 16360 | 16300 | Salles-de-Barbezieux        |
| 16361 | 16700 | Salles-de-Villefagnan       |
| 16362 | 16190 | Salles-Lavalette            |
| 16363 | 16420 | Saulgond                    |
| 16364 | 16310 | Sauvagnac                   |
| 16365 | 16480 | Sauvignac                   |
| 16366 | 16130 | Segonzac                    |
| 16368 | 16410 | Sers                        |
| 16369 | 16200 | Sigogne                     |
| 16370 | 16440 | Sireuil                     |
| 16371 | 16170 | Sonneville                  |
| 16372 | 16380 | Souffrignac                 |
| 16373 | 16240 | Souvigné                    |
| 16374 | 16800 | Soyaux                      |
| 16375 | 16260 | Suaux                       |
| 16376 | 16270 | Suris                       |
| 16377 | 16260 | La Tâche                    |
| 16378 | 16700 | Taizé-Aizie                 |
| 16379 | 16110 | Taponnat-Fleurignac         |
| 16380 | 16360 | Le Tâtre                    |
| 16381 | 16240 | Theil-Rabier                |
| 16382 | 16410 | Torsac                      |
| 16383 | 16560 | Tourriers                   |
| 16384 | 16360 | Touvérac                    |
| 16385 | 16600 | Touvre                      |
| 16386 | 16120 | Touzac                      |
| 16387 | 16200 | Triac-Lautrait              |
| 16388 | 16730 | Trois-Palis                 |
| 16389 | 16350 | Turgon                      |
| 16390 | 16140 | Tusson                      |
| 16391 | 16700 | Tuzie                       |
| 16392 | 16460 | Valence                     |
| 16393 | 16330 | Vars                        |
| 16394 | 16320 | Vaux-Lavalette              |
| 16395 | 16170 | Vaux-Rouillac               |
| 16396 | 16460 | Ventouse                    |
| 16397 | 16140 | Verdille                    |
| 16398 | 16310 | Verneuil                    |
| 16399 | 16130 | Verrières                   |
| 16400 | 16510 | Verteuil-sur-Charente       |
| 16401 | 16330 | Vervant                     |
| 16402 | 16120 | Vibrac                      |
| 16403 | 16350 | Le Vieux-Cérier             |
| 16404 | 16350 | Vieux-Ruffec                |
| 16405 | 16300 | Vignolles                   |
| 16406 | 16220 | Vilhonneur                  |
| 16408 | 16320 | Villebois-Lavalette         |
| 16409 | 16240 | Villefagnan                 |
| 16410 | 16700 | Villegats                   |
| 16411 | 16140 | Villejésus                  |
| 16412 | 16560 | Villejoubert                |
| 16413 | 16240 | Villiers-le-Roux            |
| 16414 | 16230 | Villognon                   |
| 16415 | 16430 | Vindelle                    |
| 16416 | 16310 | Vitrac-Saint-Vincent        |
| 16417 | 16120 | Viville                     |
| 16418 | 16400 | Vœuil-et-Giget              |
| 16419 | 16330 | Vouharte                    |
| 16420 | 16250 | Voulgézac                   |
| 16421 | 16220 | Vouthon                     |
| 16422 | 16410 | Vouzan                      |
| 16423 | 16330 | Xambes                      |
| 16424 | 16210 | Yviers                      |
| 16425 | 16110 | Yvrac-et-Malleyrand         |